# Гондкур
Гондкур (фр. Gondecourt) је насељено место у Француској у региону Север-Па де Кале, у департману Север.
По подацима из 2011. године у општини је живело 3943 становника, а густина насељености је износила 479,68 становника/km².

## Демографија
| 1962. | 1968. | 1975. | 1982. | 1990. | 2011. |
| ----- | ----- | ----- | ----- | ----- | ----- |
| 2.521 | 2.600 | 2.800 | 3.410 | 3.777 | 3.943 |